# Bacolod
Bacolod (hiligaynon: Dakbanwa sang Bacolod, tagaloški jezik: Lungsod ng Bacolod) - grad na Filipinima. Glavni je grad pokrajine Negros Occidental. S ukupno 561,875 stanovnika (popis 2015.), najveći je grad u regiji Zapadni Visayas i 17. najveći grad na Filipinima. Iako je najveći grad u svojoj regiji, glavni grad regije je Iloilo City.
Dio je gradskog područja pod nazivom Metro Bacolod, koje uključuje i gradove Silay i Talisay. Poznat je po svojem slavnom karnevalu pod imenom MassKara festival u 3. tjednu u listopadu. Na glasu je kao prijateljski grad, pa ima nadimak "Grad osmijeha". U Bacolodu ima mnogo stranih kompanija, koje su ovdje prebacile proizvodnju raznih proizvoda.
Bacolod se nalazi na sjeverozapadnoj obali pokrajine Negros Occidental. Na sjeveru je grad Talisay; na istoku grad Murcia, na jugu Bago, a na zapadu je tjesnac Guimaras. Bacolod ima ukupnu površinu od 162.67 km².
U blizini grada nalazi se međunarodna zračna luka New Bacolod-Silay, oko 13 kilometara udaljena od središta.
Bacolod se nalazi na izrazito ravnom području, vrlo pogodnom za stanovanje, s prosječnim nagibom od 0,9 posto i između 3do 5 posto u predgrađima. Nadmorska visina je 32,8 metara Bacolod ima dva istaknuta godišnja klimatska razdoblja: mokro i suho. Kišna sezona traje od svibnja do siječnja s jakim kišama tijekom kolovoza i rujna. Suha sezona traje od veljače do kraja travnja.